# ФК Химки
ФК Химки (рус. Футбольный клуб Химки) је руски фудбалски клуб из Химкија, који се такмичи у Премијер лиги Русије.

## Историја
Клуб је основан 1996. године спајањем аматерских клубова из Химкија ФК Родина и ФК Новатора. Нови клуб је ушао у Четврту аматерску лигу Русије и одиграо прву службену утакмицу 17. маја 1996..
Уз више од 150 аматерских екипа у такмичењу, само победници су могли ићи у вишу, „Трећу лигу“. ФК Химки је успео, победили су у такмичењу, победивши Енергију из Уљановска у завршном сусрету након извођења једанаестераца.
Клуб је постао професионални 30. јануара 1997.. У регионалном такмичењу Руске треће лиге, Химки су завршили прву сезону на 2 месту и пласирали су се у Други дивизион Првенства Русије.
У Прву дивизију су се пласирали у након сезоне 2000, али уз мало необичан пут. Сезону су завршили на 1. месту у групи Центар Другег дивизиона, али нису се пласирали у вишу лигу, јер су у доигравању изгубили од ФК Северстала из Череповца због више примљених голова код кућу. Ипак, Северстал је одбио играти у вишој лиги, па је то место њиховом противнику ФК Химкију.
Највећи клупски успех је био у сезони 2005. године, када су ушли у финале Купа Русије и када су изгубили у сусрету против моћнијег ЦСКА из Москве са 0:1.

## Статистика наступа у првенствима Русије
| Сезона | Лига                          | Место | И  | Д  | Н  | ИЗ | ГД | ГП | Бод. | Примедба                |
| ------ | ----------------------------- | ----- | -- | -- | -- | -- | -- | -- | ---- | ----------------------- |
| 1996   | КФК, - Центар (Подмосковље А) | 1     |    |    |    |    |    |    |      | Прешао у Трећу лигу     |
| 1997   | Трећа лига - Зона З           | 2     | 40 | 26 | 6  | 8  | 80 | 38 | 84   | Прешао у Другу дивизију |
| 1998   | Друга дивизија - Запад        | 10    | 40 | 15 | 8  | 17 | 63 | 60 | 53   |                         |
| 1999   | Друга дивиција - Центар       | 6     | 36 | 17 | 11 | 8  | 51 | 35 | 62   |                         |
| 2000   | Друга дивиција - Центар       | 1     | 38 | 28 | 4  | 6  | 68 | 22 | 88   | Прешао у Прву дивизију  |
| 2001   | Прва дивизија                 | 12    | 34 | 13 | 4  | 7  | 42 | 54 | 43   |                         |
| 2002   | Прва дивизија                 | 7     | 34 | 14 | 10 | 10 | 38 | 27 | 25   |                         |
| 2003   | Прва дивизија                 | 12    | 42 | 16 | 9  | 17 | 36 | 46 | 57   |                         |
| 2004   | Прва дивизија                 | 5     | 42 | 17 | 10 | 15 | 39 | 33 | 61   |                         |
| 2005   | Прва дивизија                 | 4     | 42 | 23 | 13 | 6  | 75 | 36 | 82   |                         |
| 2006   | Прва дивизија                 | 1     | 42 | 30 | 9  | 3  | 83 | 30 | 99   | Прешао у Премијер лигу  |
| 2007   | Премијер лига                 | 9     | 30 | 9  | 10 | 11 | 32 | 33 | 37   |                         |

## ФК Химки на вечној табелиПремијер лигеод 1992.
Стање после сезоне 2006/07.
| №  | Клуб        | Сезона | Год. | ИГ | Д² | Н  | ИЗ | ГД | ГП | ГР | Бод |
| -- | ----------- | ------ | ---- | -- | -- | -- | -- | -- | -- | -- | --- |
| 36 | Химки Химки | 1      | 2007 | 30 | 9  | 10 | 11 | 32 | 33 | -1 | 37  |

## Тренери клуба
| - Владимир Штапов (1996 – 1997) - Игор Бичков (1997, privremeni) - Равил Сабитов (1997 – 1999, 2001 – 2002) - Александар Пискарев (2000) - Виктор Папајев (2000) - Алексеј Петрушин (2001) - Сергеј Деркач (2002 – 2003) | - Дмитриј Гаљамин (2003) - Василиј Кулуков (2004) - Владимир Шевчук (2004) - Павел Јаковенко (2004 – 2005) - Владимир Казаченок (2006) - Славољуб Муслин (2007-2008) - Игор Јушенко (2008 - ) |